# Razewe
Razewe (ukrainisch Рацеве; russisch Рацево Razewo) ist ein Dorf in der zentralukrainischen Oblast Tscherkassy mit etwa 2100 Einwohnern (2023).

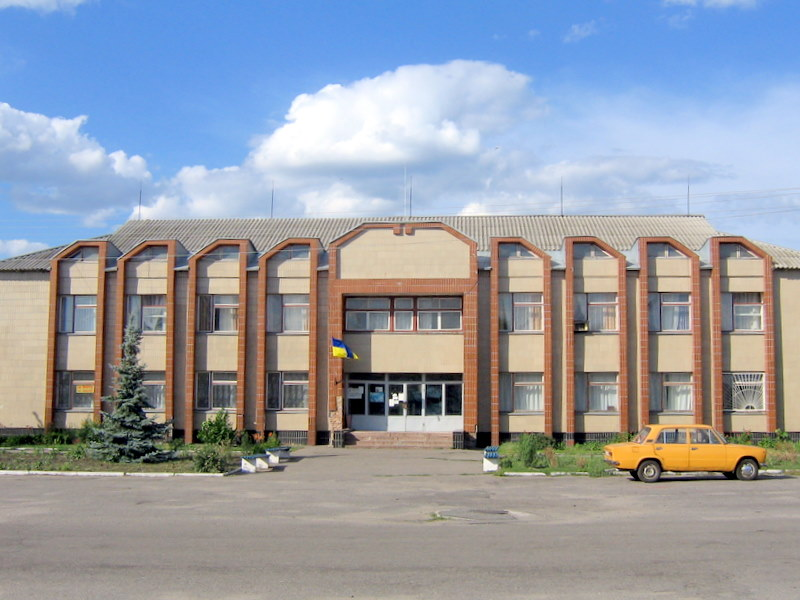
Gemeindehaus in Razewe

Das 1615 erstmals erwähnte Dorf befindet sich am Südufer des zum Krementschuker Stausee angestauten Dnepr 10 km nördlich vom ehemaligen Rajonzentrum Tschyhyryn und 63 km südöstlich der Oblasthauptstadt Tscherkassy.
Am 12. Juni 2020 wurde das Dorf ein Teil Stadtgemeinde Tschyhyryn, bis dahin bildete es zusammen mit dem Dorf Witowe (Вітове) die gleichnamige Landratsgemeinde Razewe (Рацівська сільська рада/Raziwska silska rada) im Südosten des Rajons Tschyhyryn.
Am 17. Juli 2020 kam es im Zuge einer großen Rajonsreform zum Anschluss des Rajonsgebietes an den Rajon Tscherkassy.